# فرست فلاینگ
فرست فلاینگ (به انگلیسی: First Flying) یک شرکت هواپیمایی است که در ۱۴ ژوئن ۱۹۶۶ میلادی تأسیس شده‌است. دفتر مرکزی فرست فلاینگ در فرودگاه یائو واقع شده‌است و قطب این شرکت هواپیمایی در فرودگاه یائو قرار دارد و به ۴ مقصد، پرواز انجام می‌دهد.